# ドロシー・L・セイヤーズ
ドロシー・L・セイヤーズ (Dorothy Leigh Sayers、1893年6月13日 - 1957年12月17日) は、オックスフォードに生まれウィッタムに没した英国の作家、翻訳家、現代／古典言語学者、キリスト教人道主義者である。ディテクションクラブ三代会長を務めた。
ドロシー・L.・セイヤーズ （常にこのL.にこだわった）が最も知られているのは、恐らく「ピーター・ウィムジイ卿」ものの推理小説を通してであろう。ウィムジイはセイヤーズのシリーズ探偵で、英国の貴族である。アガサ・クリスティと並ぶ英国女性推理作家であるが、黄金期の作家としては日本では比較的紹介が遅かった。早川書房と東京創元社が訳本を出版している。特に後者は創元推理文庫でピーター卿もの長篇を数多く出版（2020年2月に全作刊行）、日本でのセイヤーズ受容に大きく貢献した。この項目での固有名詞は、主に創元推理文庫版（浅羽莢子訳）に従う。

## 経歴と生きざま
オックスフォードに産まれた。父親は文学修士で牧師のヘンリー・セイヤーズ。当時オックスフォード大学のクライストチャーチづきの牧師兼クワイアスクールの校長であった。オックスフォードのサマーヴィル校で学び、現代言語学の一等をとった。当時は学位を授与されなかったが、数年後女性にも学位を授与できるようになり、女性で学位を持った最初の人々の1人となった。卒業後は教師として働いたが、後にロンドンの広告会社Benson社にコピーライターとして勤務した。広告業界での経験は、推理小説『殺人は広告する』 Murder Must Advertise の中で活かされることになる。

## 淑女作家
卒後、自分の居場所を探して苦闘していた彼女が処女小説のプロットをまとめたのは、1921年のいつ頃かのことだと思われる。1921年1月22日の手紙に見られるこのプロットは、『誰の死体?』 Whose Body? として開花した。
「あっ、しまった」（浅羽莢子訳。原文では"Damn!"）と毒づきながら推理小説界に飛び込んできたピーター・ウィムジイ卿は、11冊の長編と2冊の短編集に登場し読者に親しまれた。他に未完の未発表作品が1つある。ある時、セイヤーズはピーター卿は フレッド・アステア と バーティー・ウースター とのミックスだと語ったことがあるが、その傾向は最初の5つの長編で顕著である。しかし、ピーター卿の変化を追ってみれば、彼が1人の人格としてセイヤーズの心の中に息づいていたことが明らかであろう。

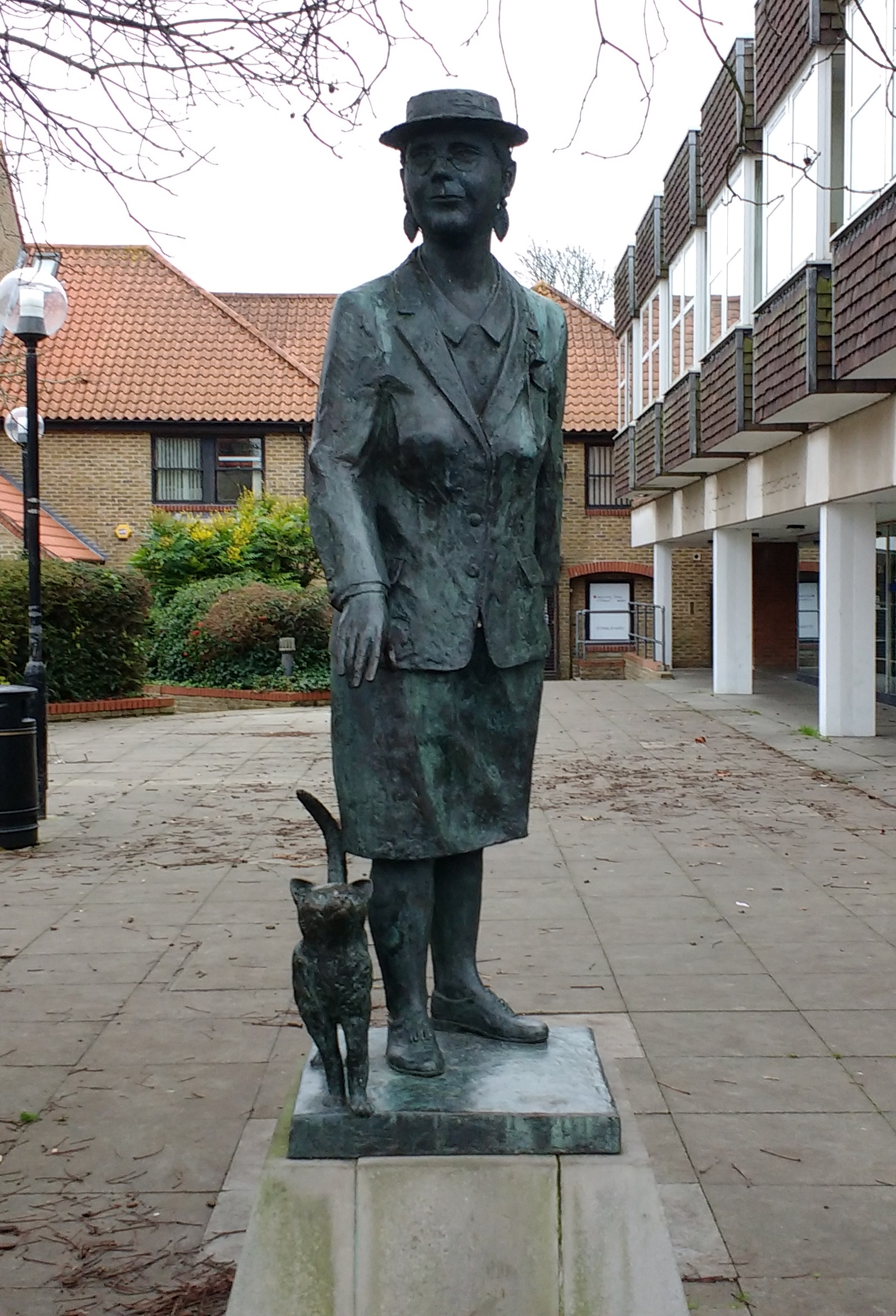

推理小説の創作に疲れ果てたとき、彼女は推理作家にしてアマチュア探偵のハリエット・ヴェインを傑作『毒を食らわば』 Strong Poison に参加させた。ヴェインはオックスフォードを卒業し学位を得た、当時としてはかなり稀な高学歴の女性であった。卒後大学を去り、推理小説作家として売れっ子になっていたが、愛人を毒殺した廉で逮捕され訴えられた（『毒を…』）。ヴェインに一目惚れしたウィムジイは冤罪であると確信、驚くべき真相を暴き、絞首刑からヴェインを救う。以降、ことあるごとに求婚を繰り返すが、ヴェインは結婚に踏み切れない。『死体を…』ではヴェインは有能なワトソン役ないしは推理合戦の相手として活躍し、『学寮祭…』では母校で起きた不可解／不愉快な事件を捜査する。事件はウィムジイの演繹的推理によって解決を見るが、その過程でヴェインは襲撃され、一方ウィムジイが普段見せないでいる深い心の襞を知ることになる。
一再ならずセイヤーズは、「ハスキーヴォイスで黒い目の」ハリエットを生み出したのはピーター卿を華燭の儀と共に退場させるためだったと言っている。しかしながら、（ピーター卿とハリエットが最終的に結ばれることになるピーター卿もの長編第10作の）『学寮祭の夜』 Gaudy Night を書く過程で、セイヤーズはこれまでになかった程この二人に命を吹き込むことに成功した。その結果、彼女いわく「ピーター卿の次のステージが見えた」のである。
セイヤーズには葡萄酒売りのモンターニュ・エッグ (Montague Egg) が謎を解く短編のシリーズもある。

## 神の働きに向かって
セイヤーズ自身は、ダンテの『神曲』の翻訳こそ自分の最高傑作だと考えていた。自分でも宗教的な随筆や劇を書き、その中では『王となるべく生まれた人』The Man Born to be Kingが最もよく知られているであろう。
セイヤーズの宗教作品が大変よく英国国教会の立場を表していたので、カンタベリー大主教は1943年に神学の名誉博士号を授与しようとしたが、セイヤーズはそれを丁重に断った。しかし1950年にはダラム大学から文学の名誉博士号を受けた。
彼女の随筆 The Lost Tools of Learning はアメリカ合衆国のいくつかの学校で古典教育 (classical education) の教材として用いられたことがある。
セイヤーズはC・S・ルイスの及びそのサークルをよく知っていた。時にはソクラテス・クラブ (Socratic Club) でルイスと一緒になることもあった。ルイスは、自分は復活祭には必ず The Man Born to Be King を読むが、推理小説はどうも楽しみかねると言っていた。しかしJ・R・R・トールキンはウィムジイものを幾つか読んだことがあり、後期作品（『学寮祭の夜』など）に冷笑を浴びせかけた。

## 批評

### ピーター卿の性格破綻問題
推理小説の探偵は自由に探偵活動ができなければいけない。だから個人的に裕福でしかも貴族の称号を持った人物が、二つの大戦の間のロンドンで殺気だって走り回り、謎を解いていかなければならなかったのである。ピーター卿は次男である（ので、長男のようには家族に縛られず、楽しみを必要としている）。同時に資産を持っている（『忙しい蜜月旅行』Busman's Honeymoonの中でDowager Duchessがウィムジイが所有する「ロンドンの財産」について触れているように）。金持ちで教養があり、魅力的でしかも勇敢といった性格の上に、彼女はさらに大きな1つの要素を加えた。ピーター卿は神経を病んでおり、責任を恐れる。これらはいずれも、英国陸軍大佐として戦役に参加した際に撃たれて壕に埋まり、部下に掘り出してもらった経験によるものである。
都筑道夫は、『忙しい蜜月旅行』（ハヤカワポケットミステリ）の解説の中で、セイヤーズが貴族探偵を生み出した動機として、作家自身が金に困っていたので、せめて探偵役には良い暮しをさせたいと考えたと説明している。ウィムジイの精神的な弱さは、ハリエットとの関係にも大きな影響を与え、小説に奥行きをもたらすことになった。

### セイヤーズ作品の反ユダヤ性について
セイヤーズの作品に見られる反ユダヤ的要素は多くの議論の的になってきた。多くの人々が長編小説に見られる反ユダヤ性を、それが書かれた時代や場所を考慮に入れてもなお臆面ないものだとしてきた。別の人々は、ウィムジイものに出てくる最も無礼な部分というのは登場人物の会話に出てくるが、その登場人物は著者自身の考えを代表しているわけではないとしている。この点に関してはセイヤーズが英国国教会の良い信者以外の人々 -- 特にユダヤ人やアメリカ人 -- に対して、良く言っても見下すような態度をとりがちであったことから、いささかはっきりしない部分がある。1920年代には、セイヤーズはG・K・チェスタートンとその兄弟に対し、反ユダヤ的であるとして否定的に言及している。一方では1943年から1944年にかけて J. J. Lynx が出した The Future of the Jews の中のあるエッセイに、ユダヤ人は自分たちが住む国に対する忠誠心を欠いた悪い市民であると書いている。これはまぎれもなくセイヤーズの声に他ならない。このエッセイは、他の著者の反対によって結局コレクションの中に収載されず、二度と出版されなかったため、十分な議論の対象とならずに終わっている。

## 他の作者の作品中のセイヤーズ
セイヤーズ作品は同時代の作家による多くのパロディを生んだ（作者自身によるパロディもある）。セイヤーズも賞賛した推理小説の古典である『トレント最後の事件』の作者E・C・ベントリーの "Greedy Night" (1938)は特に興味深い。
ゲイロード・ラーセンのDorothy and Agatha [ISBN 0-451-40314-2]の中では、セイヤーズがアガサ・クリスティと共演する。これは架空の殺人事件を描いた推理小説で、自分のダイニングルームで男が殺され、セイヤーズはその謎をとかなければならなくなる。日本では光文社から、宮脇裕子の訳によって『ドロシーとアガサ』のタイトルで発刊されている。
ジル・ペイトン・ウォルシュは、ウィムジイ+ハリエットものを2作書いた。1つはセイヤーズの未完の作品を元にしたThrones, Dominationsで、1つは"Wimsey Papers"を元にしたA Presumption of Deathである。"Wimsey Papers"はいろいろなウィムジイさんからの手紙というふれこみで、第二次大戦中にThe Spectatorが出版したものである。

## 代表作

### ピーター卿もの長篇
原題と日本語訳の題名。Busman's Honeymoonは、『忙しい蜜月旅行』の邦題で早川書房（ハヤカワポケットミステリ、のちハヤカワ文庫）で刊行されたが、2020年2月に、東京創元社（創元推理文庫）で新訳刊行され、全作の邦訳は同文庫刊行となる。※印はハリエット・ヴェイン登場作。
1. Whose Body? (1923) 『誰の死体？』
2. Clouds of Witness (1926) 『雲なす証言』
3. Unnatural Death (1927) 『不自然な死』
4. The Unpleasantness at the Bellona Club (1928) 『ベローナ・クラブの不愉快な事件』
5. Strong Poison (1930) 『毒を食らわば』※、新訳『ストロング・ポイズン』[1]
6. The Five Red Herrings (1931) 『五匹の赤い鰊』
7. Have His Carcase (1932) 『死体をどうぞ』※
8. Murder Must Advertise (1933) 『殺人は広告する』
9. The Nine Tailors (1934) 『ナイン・テイラーズ』
10. Gaudy Night (1935) 『学寮祭の夜』※
11. Busman's Honeymoon (1937) 『大忙しの蜜月旅行』※

### 合作長篇
1. The Documents in the Case (1930) 『箱の中の書類』（R・ユースタスと合作）

### リレー長篇
1. Behind the Screen 『屏風のかげに』 (1930)
2. The Floating Admiral 『漂う提督』 (1931)
3. The Scoop 『ザ・スクープ』 (1933)
4. Ask a Policeman 『警察官に聞け』 (1933)
5. Double Death 『ホワイトストーンズ荘の怪事件』 (1939)
6. No Flowers by Request 『弔花はご辞退』 (1953)

### モンターニュ・エッグもの
1. The Poisoned Dow '08 (1934)  「エッグ君の鼻」 - モンタギュー・エッグもの最初の短編。エッグ探偵はピーター卿と並ぶセイヤーズのシリーズキャラクターだが、日本では余り知られていない。
2. Sleuths on the Scent (1934)  「香水の戯れ」
3. Murder at Pentecost (1934)  「ペンテコストの殺人」 - 創元推理15　1996年冬号（東京創元社）。
4. Dirt Cheap (1936)  「いたずら時計」 - 戦前の「新青年'40新春増刊」などに掲載。
5. The Professor's Manuscript (1939)  「教授の原稿」 - ＨＭＭ'85.7（早川書房）。

### 短編
1. Suspicion (1931) 「疑惑」 - ノンシリーズのスリラー。新しく雇った料理女が、手配逃亡中の毒殺魔ではないかと疑う男に迫る恐怖。東京創元社や早川書房など多くのアンソロジーに和訳あり。ヒッチコック劇場「砒素」（Our Cook's a Treasure、1955年）でTVドラマ化。
2. The Man Who Knew How (1932)  「殺人法を知っていた男」[2] - ノンシリーズのパズラー。浴槽での殺人事件と捜査一課（殺人課）の捜査を描く。
3. The Entertaining Episode of the Article in Question (1934) 「文法の問題」 - ミステリ歴史書『クイーンの定員』で有名。女装のギャング首領によるダイヤモンド強奪。フランス語の知識がないと解りにくい。
4. Blood Sacrifice (1936) 「血の犠牲」 - ノンシリーズの倒叙。完全犯罪の殺人を扱う。クイーン編『完全犯罪大百科』（「殺人者展示場」で紹介）など。

### 評論
1. Great Short Stories of Detection, Mystery and Horror  (1928) 「探偵小説論」[3] - セイヤーズによるミステリ論。古典作品のネタバレも多いため初心者は要注意。
2. The Muder of Julia Wallace (1931) 「ジュリア・ウォレス殺し」 - セイヤーズが実在の犯罪事件を推理したもの。

## 参考
- Dorothy L. Sayers: Her Life and Soul by Dr. Barbara Reynolds.
- Dorothy L. Sayers: a Biography  by James Brabazon
- Maker and Craftsman by Alzina Stone Dale
- Illustrated Bibliography of 1st Editions
- Op. I by Dorothy Sayers (poetry): http://digital.library.upenn.edu/women/sayers/opi/dls-opi.html
- The Lost Tools of Learning by Dorothy L. Sayers: http://www.gbt.org/text/sayers.html